# Takahashi Korekiyo

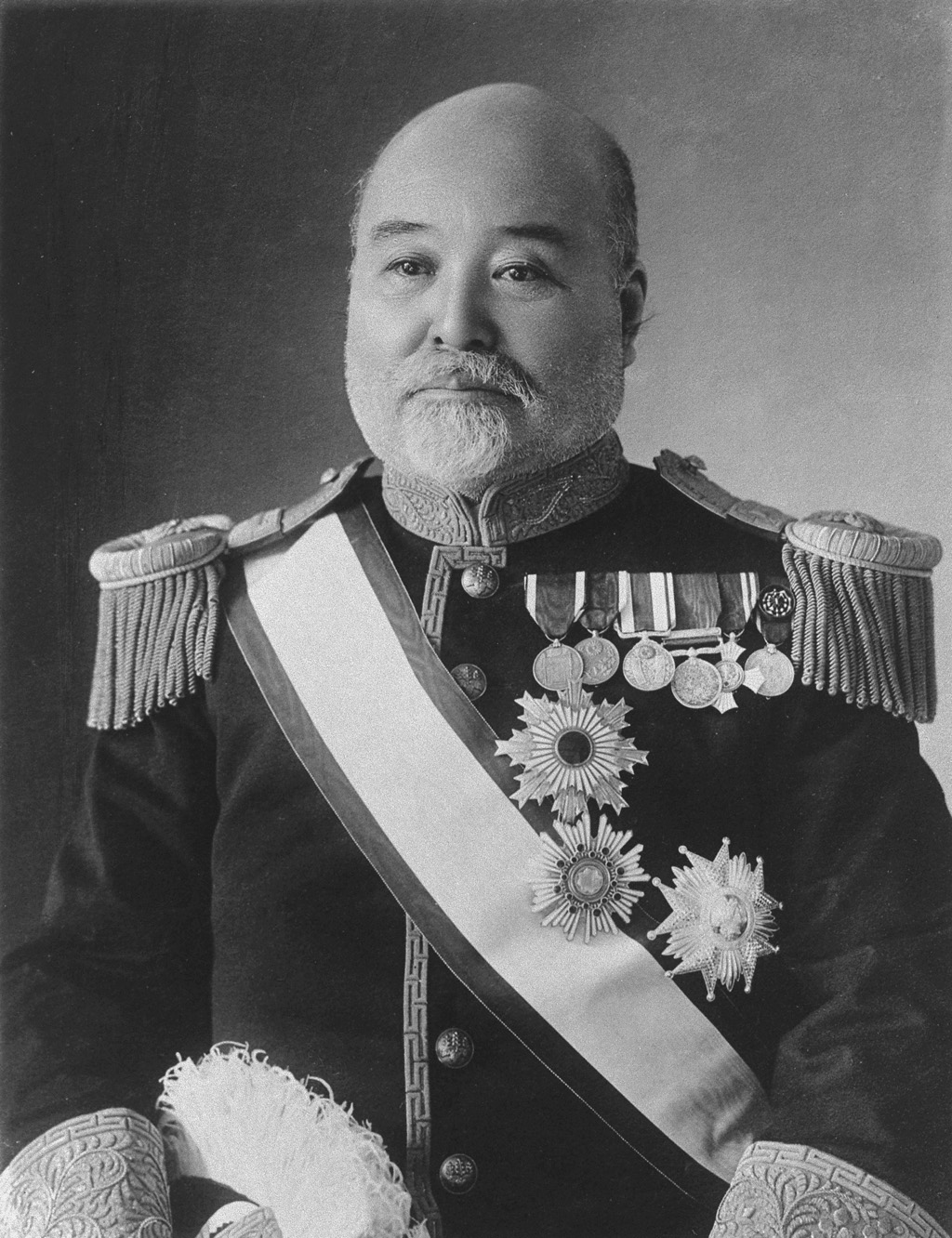
Takahashi Korekiyo

Shishaku Takahashi Korekiyo (jap. 高橋 是清; * 27. Juli 1854 in Edo (heute: Tokio); † 26. Februar 1936 in Akasaka, Tokio) war ein japanischer Politiker und der 20. Premierminister von Japan vom 13. November 1921 bis zum 12. Juni 1922. Er war als Finanzexperte bekannt.
Takahashi studierte Englisch und amerikanische Kultur an der Privatschule von James Hepburn in Yokohama. Anschließend ging er mit einem Sohn von Katsu Kaishū ins Ausland und studierte in London, seit 1867 in den USA. Nachdem er nach Japan zurückgekehrt war, wurde er 1875 Direktor einer Schule namens Kyōritsu gakkō, die heutige Kaisei-Oberschule in Tokio. Er arbeitete im Bildungsministerium und später im Ministerium für Landwirtschaft und Handel. Er wurde zum obersten Leiter des Patentamts ernannt, welches als externe Abteilung des Ministeriums für Landwirtschaft und Handel gegründet wurde, und regelte das Patentsystem in Japan. 1890 trat er von diesem Amt zurück und reiste nach Peru, um eine Silbermine auszubeuten, wo er jedoch von einem deutschen Schwindler betrogen wurde. Nachdem er nach Japan zurückgekehrt war, wurde er 1891 zum Vizepräsidenten und später zum Präsidenten der Bank von Japan ernannt. 1904 wurde er zur Beschaffung ausländischer Anleihen in die USA und nach England entsandt, wo er Max Warburg kennenlernte.
Im Jahr 1913 wurde er vom Premierminister Yamamoto Gonnohyōe zum Finanzminister ernannt und trat der Partei Seiyūkai bei. Im Jahr 1918 wurde er von Premierminister Hara Takashi erneut zum Finanzminister ernannt. Nachdem Hara im Jahr 1921 ermordet worden war, wurde Takahashi Premierminister und Präsident des Seiyūkai. Mitglieder der Partei waren deswegen sehr aufgebracht und Takahashi war auf diese beiden Ämter nicht vorbereitet. Deshalb trat er bereits nach einem halben Jahr von seinem Posten als Premierminister zurück. Den Parteivorsitz behielt er bis 1925.
Von 1931 bis 1936 diente er wiederum als Finanzminister.
In der Weltwirtschaftskrise erkannte er, welche Chancen ein Deficit spending bei flexiblen Wechselkursen bot. Seine Schriften zeigen, dass er bereits den Mechanismus des Keynes’schen Multiplikators erkannt hatte. Er sorgte dafür, dass die Bank von Japan am 17. Dezember 1931 den Goldstandard außer Kraft setzte, den Diskontsatz von 1932 bis 1936 auf etwa ein Drittel des Ausgangswerts senkte und dass ungedeckte Noten in großem Umgang ausgegeben wurden, um den Yen abzuwerten und Exporte zu stimulieren. Diese Operation gilt als einer der brillantesten und erfolgreichsten Kombinationen von Finanz-, Geld- und Währungspolitik des 20. Jahrhunderts. Die von ihm angestoßene Erhöhung der Staatsquote bis auf 38 % des Bruttoinlandprodukts genügte jedoch den Ansprüchen der Militaristen nicht.
Außenpolitisch setzte er sich für eine Kooperation mit dem Westen, ein Ende der Destabilisierung Chinas. Mit dem Vorschlag einer Allianz mit der Republik China gegen die Sowjetunion stellte er sich der Strategie der Militärs entgegen. Ebenso trat er für eine Reduktion der Rüstungsausgaben ein. Die Reformen führten zu einer Erholung der städtischen Wirtschaft. Die Einkommen und der Lebensstandard in den ländlichen Gebieten blieben jedoch von diesem Boom verschont. Takahasis Reformen gelten als erste Umsetzung des Keynesianismus vor deren Einführung in der Politik der USA nach dem Zweiten Weltkrieg. Die politisch einflussreiche militärische Führungselite des Kaiserreichs setzte sich jedoch beim Militärbudget durch, welches in Takahashis Amtszeit das Budget mehrfach nach ihrem Willen steigern. Die Militärs propagierten eine zentralistische Planwirtschaft zugeschnitten auf die Bedürfnisse der Streitkräfte. Den Aufschwung unter Takahashi führten sie auf die Expansion der Wirtschaft in der 1931 besetzten Mandschurei zurück. Takahasi warf dem Militär vor mit dem Verwerfen der Marktwirtschaft die eigentliche Basis einer erfolgreichen Kriegswirtschaft zu übersehen.
Beim Putschversuch vom 26. Februar 1936 wurde Takahashi als eines von drei Kabinettsmitgliedern getötet.
Seine Grabstätte befindet sich auf dem Friedhof Tama in Fuchū (Präfektur Tokio). Zu seinem Gedenken wurde der Takahashi-Korekiyo-Gedenkpark gegründet.